# Stenobracon madagascariensis
Stenobracon madagascariensis är en stekelart som först beskrevs av Granger 1949.  Stenobracon madagascariensis ingår i släktet Stenobracon och familjen bracksteklar. Inga underarter finns listade i Catalogue of Life.